# KkStB 25 sorozatú szerkocsi
A kkStB 25 sorozatú szerkocsi csupán egy darab háromtengelyes szerkocsi volt a k. k. Staatsbahnnál, mely eredetileg az Österreichische Nordwestbahn (ÖNWB)-tól származott.
Az ÖNWB 1874-ben rendelte a RITTINGER-hez ezt a szerkocsit. A Bécsújhelyi Mozdonygyár készítette.
Az ÖNWB 1909-es államosítása után a kkStB a szerkocsit a 25 sorozatba osztotta és 25,01 pályaszámmal látta el. Csak a kkStB 201,01 pályaszámú mozdonnyal volt kapcsolható, így ezzel együtt adták el 1910-ben.

## Fordítás
- Ez a szócikk részben vagy egészben  a   kkStB Tenderreihe 25 című német Wikipédia-szócikk fordításán alapul.  Az eredeti cikk szerkesztőit annak laptörténete sorolja fel. Ez a jelzés csupán a megfogalmazás eredetét és a szerzői jogokat jelzi, nem szolgál a cikkben szereplő információk forrásmegjelöléseként.